# Фиксбург
Фиксбург (на английски: Ficksburg) е град в провинция Фрайстат в РЮА. Намира се на държавната граница с Лесото, на около 55 км североизточно от столицата Масеру. Повечето от жителите на града са фермери. Фиксбърг е най-големият производител на жито и картофи в страната и голям производител на млечни продукти. Население около 30 000 жители (2004).

## История
Градът е основан от генерал Йохан Фик, който овладява областта в конфликти с племето Басото. Градът и особено околните фермерски къщи сериозно пострадват по време на Бурската война, когато са изгаряни от англичаните.